# Hermann Neuling
Hermann Neuling (* 17. Juli 1897; † 29. Januar 1967) war ein deutscher Hornist und Komponist.
Neuling war lange Zeit als tiefer Hornist an der Staatsoper Unter den Linden in Berlin tätig und unterrichtete dort am städtischen Konservatorium.
Bekannte, von ihm komponierte Stücke sind zum Beispiel die Bagatelle für tiefes Horn und Klavier sowie Etüden für tiefes Horn, die in zwei Heften zu je 30 Etüden erschienen sind. Neben den Hornkonzerten von Wolfgang Amadeus Mozart und Richard Strauss gilt die Bagatelle als Pflichtstück bei Orchester-Probespielen.